# Tagino (arcybiskup Magdeburga)
Tagino (ur. ok. 970, zm. 9 czerwca 1012) – arcybiskup Magdeburga w latach 1004 do 1012.
Pochodził z Dollnhofen w Bawarii ze szlacheckiej rodziny. Był uczniem biskupa Wolfgagna z Ratyzbony (późniejszego świętego) w ratyzbońskim klasztorze św. Emmerama. Po śmierci Wolfganga (994) wysuwano jego kandydaturę na urząd biskupa Ratyzbony, nie zyskał jednak aprobaty cesarza Ottona III. Następnie został kapelanem księcia Bawarii Henryka, który w 1002 roku został królem Niemiec Henrykiem II.
W 1004 Tagino dzięki poparciu króla, wbrew woli miejscowej kapituły, objął urząd arcybiskupa magdeburskiego. Jeszcze w tym samym roku doprowadził do odnowienia zniesionego w 981 roku biskupstwa w Merseburgu oraz wyświęcił Brunona z Kwerfurtu na biskupa misyjnego. Odgrywał aktywną rolę w polityce wschodniej Henryka II, w tym w wojnach z Bolesławem Chrobrym; w 1005 przewodniczył niemieckiej delegacji prowadzącej rozmowy pokojowe w Poznaniu. Za jego czasów prawdopodobnie po raz pierwszy zostały sformułowane roszczenia arcybiskupstwa magdeburgskiego do zwierzchnictwa metropolitalnego nad diecezją poznańską. W 1004 doszło do uwięzienia w Magdeburgu wracającego z misji dyplomatycznej w Rzymie biskupa poznańskiego Ungera, który następnie uznał zwierzchnictwo arcybiskupa Tagino.
W 1007 roku Tagino uczestniczył w synodzie frankfurckim, na którym utworzono biskupstwo w Bambergu. Wśród wyświęconych przez niego sufraganów był kronikarz Thietmar, biskup Merseburga (1009–1018).
Tagino zmarł w Magdeburgu 9 czerwca 1012, w tym samym dniu, co biskup poznański Unger.